# Brandkasten-Versicherungsmarke

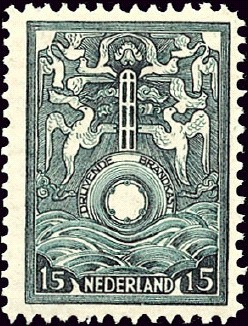
Brandkasten-Versicherungsmarke der Niederlande

Brandkasten-Versicherungsmarken (auch kurz Brandkastenmarken) bilden eine spezielle Art von Briefmarken, mit denen die Entrichtung einer Versicherungsgebühr für die Beförderung in schwimmfähigen, bis 1700 °C feuerfesten Spezialbehältern (niederländisch Drijvende Brandkast) auf Schiffen nachgewiesen wird. Diese Marken wurden am 1. Februar 1921 von den Postverwaltungen der Niederlande und Niederländisch-Indiens ausgegeben und sollten gegen den Verlust der Postsendung bei Schiffuntergängen (beispielsweise bei Treffern durch ungeräumte Seeminen aus dem Ersten Weltkrieg) absichern. Beide Postverwaltungen gaben je sieben Marken zu 15, 60, 75 Cent sowie 1½, 4½, 2,25 und 7½ Gulden aus.
Der Weltpostverein beschrieb 1922 in seiner offiziellen Publikation L’Union Postale diesen Spezialdienst. Eine Verwendung war nur auf Einschreiben, Wertbriefen oder Päckchen und Paketen mit deklariertem Wert zugelassen. Der Versicherungsbetrag betrug 15 Cent pro 20 g. Der Verkaufserlös wurde zu gleichen Teilen zwischen der Post, der Schifffahrtslinie und der Herstellerfirma der Brandkästen Van Blaaderen geteilt. Zusätzlich mussten die Kunden Postsendungen noch mit normalen Briefmarken für die anfallenden Portokosten freimachen.
Der Dienst wurde bereits nach wenigen Jahren (vor 1925) wieder eingestellt, da die Zusatzkosten für diesen Dienst hoch waren. Es ist nicht bekannt, ob jemals bei einem Schiffsuntergang ein Brandkasten seine vorgesehene Funktion erfüllt und damit den Verlust von Postsendungen verhindert hat. Wegen der geringen Nutzung sind gebrauchte Exemplare dieser Marken wesentlich teurer als ungebrauchte Stücke.
Der in Deutschland erscheinende Michel-Katalog gruppiert diese Marken in einem Abschnitt nach den Frei- und Sondermarken mit einer eigenen Nummerierung ein.